# Issoria alberici
Issoria alberici är en fjärilsart som beskrevs av Abel Dufrane 1945. Issoria alberici ingår i släktet Issoria och familjen praktfjärilar. Inga underarter finns listade i Catalogue of Life.